# Gadjievo
Gadjievo (en russe : Гаджиево) est une ville fermée de l'oblast de Mourmansk, en Russie. Sa population s'élevait à 13 259 habitants en 2019. Gadjievo abrite une base navale de la flotte russe.

## Géographie
Gadjievo se trouve à 32 km au nord de Mourmansk (90 km par la route).

## Histoire
Une base navale y fut ouverte en 1956, d'abord pour des sous-marins Diesel-électriques puis pour des sous-marins nucléaires. La ville fut aussi connue sous les noms de Iaguelnaïa Gouba (Я́гельная Губа́) jusqu'en 1967, Skalisty (Скали́стый) de 1981 à 1994, mais était aussi désignée par le nom de code de Mourmansk-130 (Му́рманск-130). Le nom de Skalisty devint officiel en 1994, mais en 1999, elle fut renommée Gadjievo, nom qu'elle avait portée de 1967 à 1981, pour honorer Magomet Gadjiïev (en), un commandant de sous-marin de la marine soviétique, mort au combat pendant la Seconde Guerre mondiale et fait Héros de l'Union soviétique. Gadjievo a le statut de ville depuis 1981.

## Population
Recensements (*) ou estimations de la population
| 2002*  | 2010*  | 2012   | 2013   | 2014   |
| ------ | ------ | ------ | ------ | ------ |
| 12 180 | 11 068 | 11 228 | 11 651 | 11 793 |

| 2015   | 2016   | 2017   | 2018   | 2019   |
| ------ | ------ | ------ | ------ | ------ |
| 12 251 | 12 532 | 12 904 | 12 989 | 13 259 |